# 맨해튼교

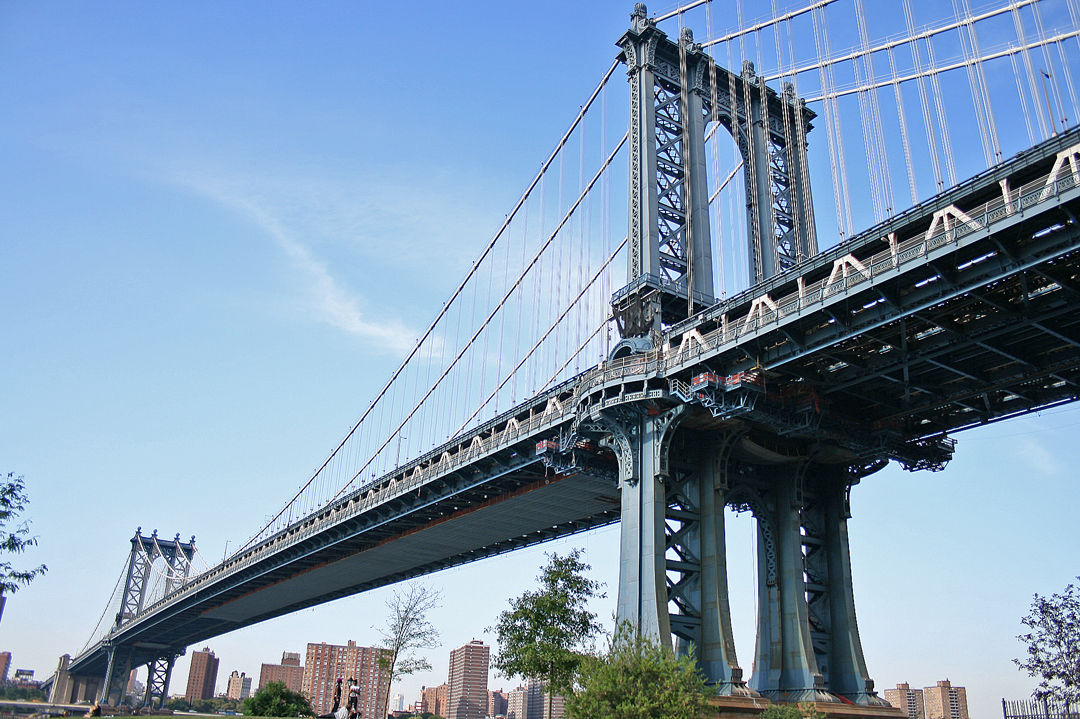
맨해튼 다리

맨해튼 다리(Manhattan Bridge)는 뉴욕 이스트 강에 위치한 다리로, 맨해튼과 브루클린 지역을 잇는 다리 세개중 하나. 다리의 총 길이는 2,089m(6,855피트) 1909년 12월 31일에 개통됐다. Leon Moisseiff 가 설계했다. 석재로 만들어진 브루클린 브리지와 푸른빛이 감도는 철재로 만들어진 맨해튼 브리지는 지어진 시기와 재질은 서로 다르지만 두 다리 모두 현수교(Suspension Bridge)의 모습을 가지고 있어서 맨해튼의 쌍둥이 다리(Twin Bridges)라는 애칭으로 불리기도 한다. 맨해튼 다리 입구에는 웅장한 개선문과 콜로네이드가 있다.